# Ghiacciaio Dobrudzha

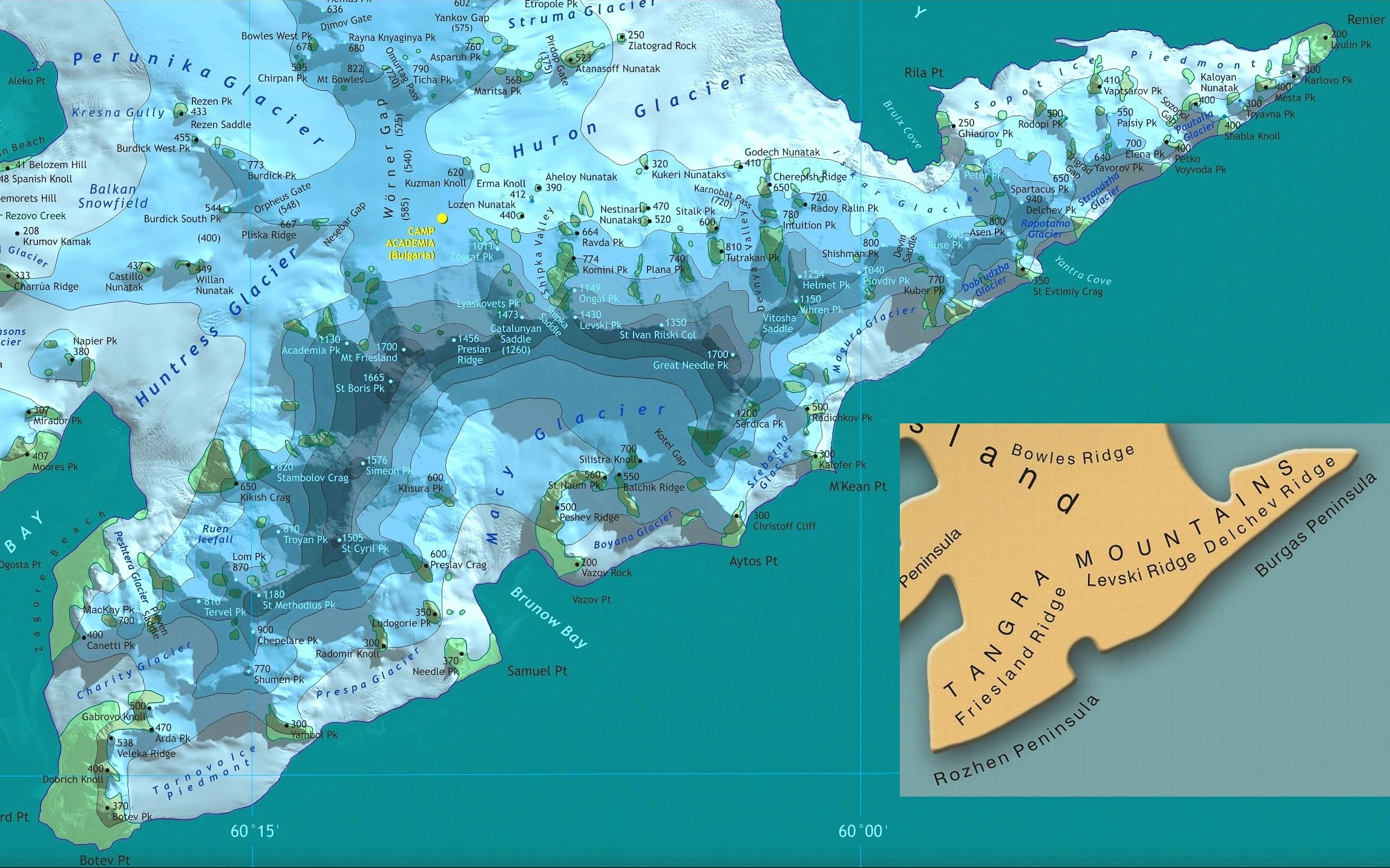
Mappa dei Monti Tangra con il Ghiacciaio Dobrudzha

Il Ghiacciaio Dobrudzha (in lingua bulgara: Ледник Добруджа, Lednik Dobrudzha) è un ghiacciaio antartico situato nella Penisola Burgas dell'Isola Livingston, nelle Isole Shetland Meridionali, in Antartide. È posto a nordest del Ghiacciaio Magura, a sudest del Ghiacciaio Iskar e a sudovest del Ghiacciaio Ropotamo.
Il ghiacciaio è delimitato a nord da Asen Peak e Ruse Peak e a ovest da Kuber Peak. Fluisce in direzione sudest verso lo Stretto di Bransfield.
La denominazione è stata assegnata in riferimento alla regione della Dobrugia, nella parte nordorientale della Bulgaria.

## Localizzazione
Il punto centrale del ghiacciaio è posizionato alle coordinate 62°39′28″S 59°57′15″W. Rilevazione topografica bulgara nel corso della spedizione Tangra 2004/05 e mappatura nel 2005 e 2009.

## Mappe
- L.L. Ivanov et al. Antarctica: Livingston Island and Greenwich Island, South Shetland Islands. Scale 1:100000 topographic map. Sofia: Antarctic Place-names Commission of Bulgaria, 2005.
- L.L. Ivanov.  Antarctica: Livingston Island and Greenwich, Robert, Snow and Smith Islands (JPG), su apcbg.org.. Scale 1:120000 topographic map. Troyan: Manfred Wörner Foundation, 2009. ISBN 978-954-92032-6-4